# Прокурор Ігор Іванович
Ігор Іванович Прокурор (нар. 5 березня 1991, Ізмаїл, Одеська область, УРСР) — український футболіст, півзахисник.

## Життєпис
У 2008 році виступав за дубль «Нафтовика-Укрнафти». Після «вильоту» цієї команди в першу лігу 10 серпня того ж року дебютував в її складі, після чого перейшов у «Кривбас». У криворізькому клубі грав півтора року за молодіжну команду.
Навесні 2010 року повернувся в «Нафтовик», куди перейшов з п'ятьма партнерами по «Кривбасу»: воротарем Євгеном Дейнеко, захисником Сергієм Карпенко, нападником Романом Каракевич і ще одним гравцем молодіжки Сергієм Чеботарьовим. Після чергового звільнення з охтирського клубу футболіст залишався без команди. Тоді тренер Володимир Книш запропонував приїхати на перегляд в його «Академію УТМ». Після перегляду Прокурор залишився в кишинівській команді. У вищому молдовському дивізіоні дебютував 2 березня 2013 року вийшовши в основному складі в грі проти «Дачії». Всього в чемпіонаті сусідньої країни провів 13 матчів, в яких відзначився трьома забитими м'ячами. Незабаром в «Академії» почалися фінансові проблеми, з'явилися затримки з виплатою зарплати, і під час літнього міжсезоння футболіст зайнявся пошуком нового клубу.
Прокурор слідом за Володимиром Книшем перейшов у стрийську «Скалу». В команді, укомплектованої в основному юніорами 1994 року народження, двадцятидворічний Прокурор був одним з найдосвідченіших футболістів. У першій половині сезону футболіст, користуючись довірою тренера, заграв в основі. Став лідером команди. Зміг збалансувати її гру в центрі поля, а ще забив переможний м'яч у ворота «Оболоні-Бровара». У додатковий час домашнього матчу проти киян півзахисник дограв епізод до кінця, пішовши в самовіддану підкат, а потім скориставшись власним відбором. Навесні наступного року Прокурора вибили з колії травми, через які він не зіграв у 2014 році жодного офіційного матчу і з часом розірвав контракт з клубом, щоб підлікуватися.
У 2015 році втретє приєднався до охтирського «Нафтовику», який на той момент очолював Володимир Книш. 19 січня 2016 року стало відомо, що Ігор покинув охтирський клуб за станом здоров'я.